# Roveretornis intermedius
Roveretornis intermedius — викопний вид птахів родини Тинамові (Tinamidae), що існував у пліоцені у Південній Америці. Відомий лише по одній плечовій кістці, що знайдена в Монте-Ермосо на сході Аргентини.